# Anna av Österrike
Anna Maria Mauricia av Österrike (franska: Anne d'Autriche) född 22 september 1601, död 20 januari 1666 var drottning av Frankrike, gift med kung Ludvig XIII av Frankrike. Hon var Frankrikes regent tre gånger: som ställföreträdande regent under sin makes frånvaro 1620 och 1622, och slutligen under sin son Ludvig XIV:s minderårighet, från 1643 till 1651, då kardinal Mazarin var minister. Som ättling till en österrikisk ärkehertig hade hon rätt att tituleras "av Österrike", något som syftade på hennes tillhörighet i ätten Habsburg snarare än på landet Österrike. 

## Tidigt liv

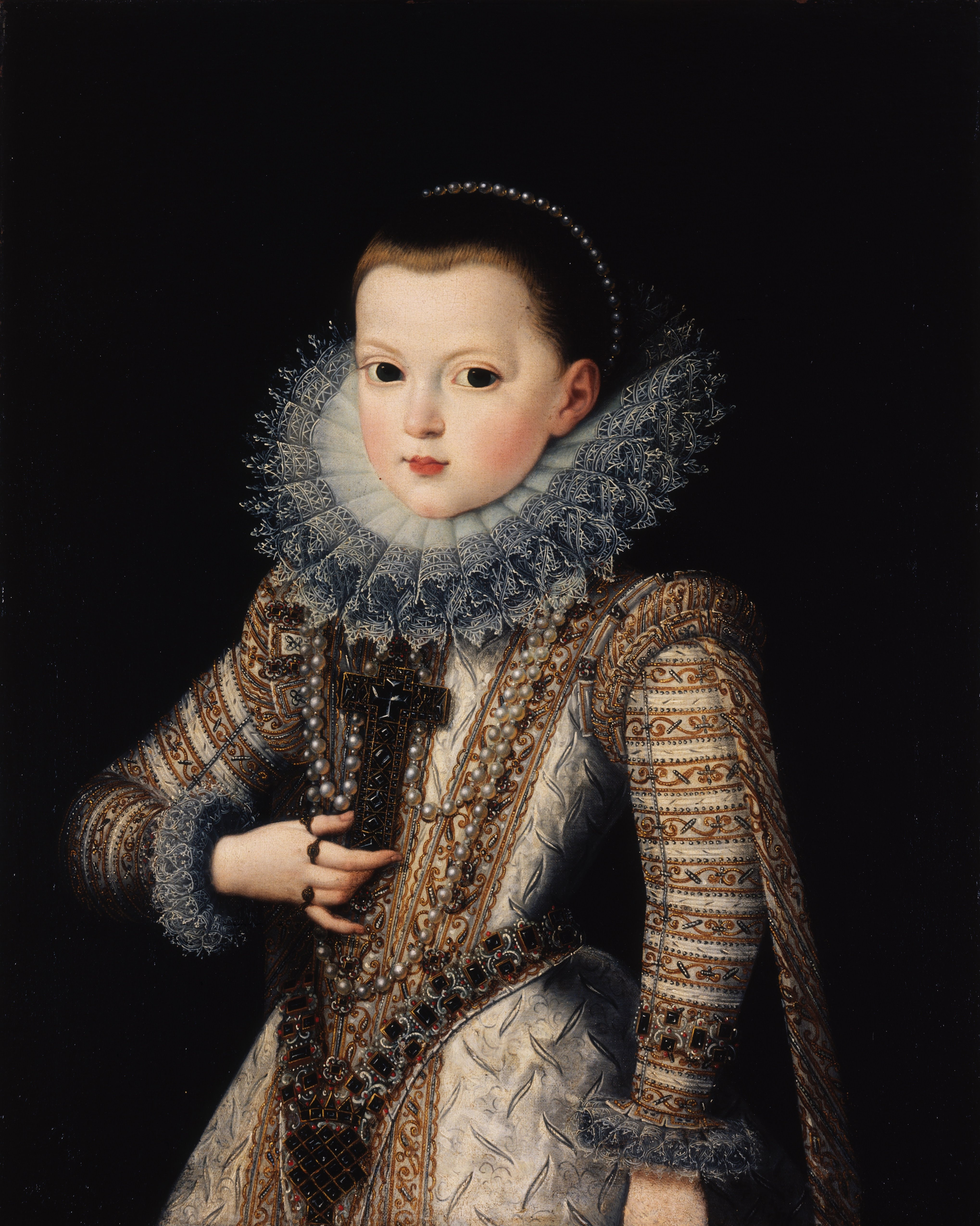
Porträtt på prinsessan Anna som sexårig av Juan Pantoja de la Cruz.

Anna var dotter till Filip III av Spanien och Margareta av Österrike. Inte mycket är känt om hennes uppväxt i Spanien, men spanska prinsessor brukade under denna tid sällan inta någon synlig ställning vare sig offentligt eller vid hovet. De spanska kungabarnen hade normalt egna hov och träffade sällan sina föräldrar, men Anna hade ovanligt nära kontakt med sin mor, eftersom denna insisterade på att personligen sköta sina barns religionsundervisning. Hon beskrevs i samtida rapporter som frisk och söt, och uttalade kvicka repliker för de ambassadörer som tilläts träffa henne. Familjen levde i Valladolid på grund av dess närhet till minister Lermas residens, och flyttade inte förrän 1608 till Madrid.

### Förlovning och giftermål
Redan 1602 föreslogs det att hon i framtiden skulle gifta sig med den jämnårige, blivande Ludvig XIII, medan Ludvigs syster Elisabet skulle gifta sig med hennes bror, och detta redan innan vare sig Ludvigs syster eller hennes bror var födda. Förslaget om de dubbla "Spanska äktenskapen" återupptogs till förhandling på allvar då Maria av Medici tillträdde den franska regeringen under Ludvig XIII:s minderårighet 1610. Det politiska syftet var en fredspakt mellan de katolska monarkierna, och i Spanien sågs det särskilt önskvärt för att hindra Frankrike, som bedrivit en anti-habsburgsk politik, att anfalla Habsburgska Österrike, och Maria av Medici övertalades snart att bryta Frankrikes anti-habsburgska linje för en katolsk fredsallians. Denna politik var dock inte överhängande, och den främsta orsaken var helt enkelt ett rangmässigt jämlikt äktenskap.
Anna och Ludvig förlovades 22 augusti 1612, då äktenskapskontrakten undertecknades, och hon titulerades därefter drottning av Frankrike vid det spanska hovet. Hon fick smittkoppor 1613, men dessa lämnade inga märken eftersom hon avstod från att klia på utslagen. Den 18 oktober 1615 gifte sig Anne med Ludvig med hertigen av Lerman som ombud för Ludvig i Burgos, samtidigt som Elisabet av Frankrike gifte sig med hennes bror Filip med hertigen av Guise som ombud för Filip i Bordeaux. Den 9 november utväxlades Anna och Elisabet på en paviljong uppförd på fyra båtar i mitten av gränsfloden Bidassoa: Anna klädd i blått och guld och Elisabet klädd i silver utväxlade en hälsning, varpå hertigen av Uceda överlämnade Anna till hertigen av Guise samtidigt som denne överräckte Elisabet till Uceda. Därefter fortsatte Elisabet till det spanska hovet i Fuenterrabia och Anna till det franska hovet i Saint Jean de Luz.

## Drottning

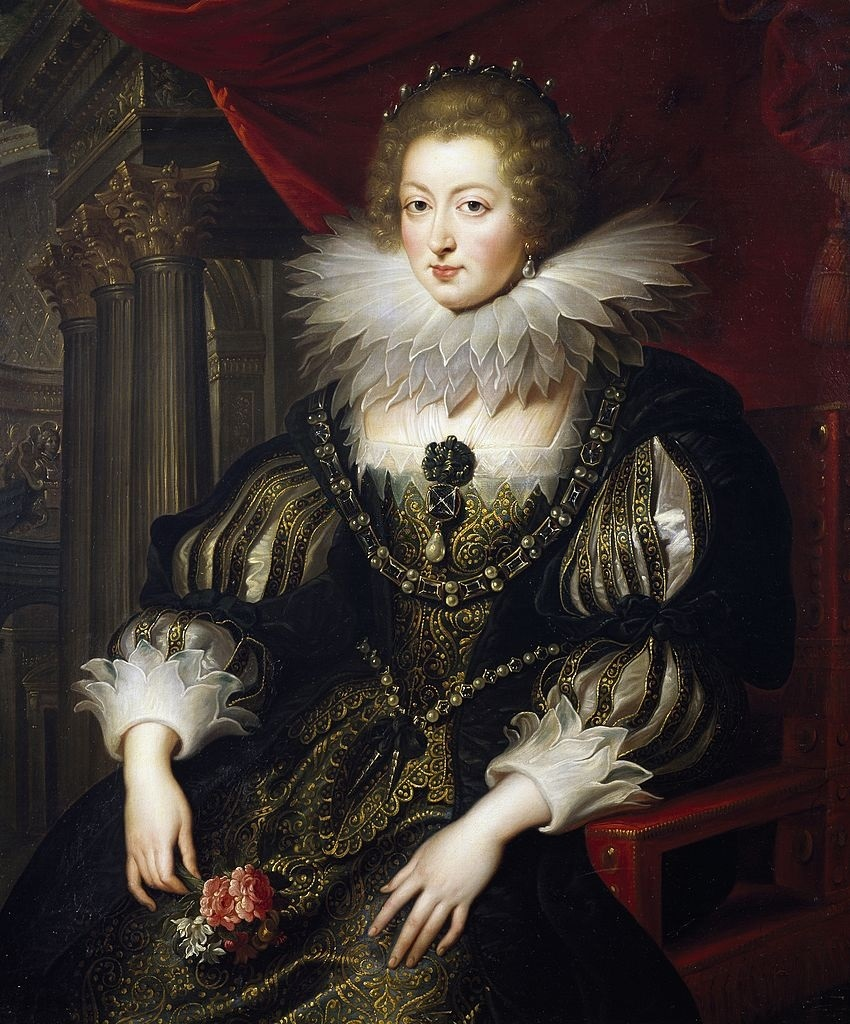
Anna, porträtterad av Peter Paul Rubens.

Anna och hennes spanska följe gjorde sitt intåg i Bordeaux 22 november, där hon välkomnades av Maria av Medici, som presenterade henne för hennes make. Tre dagar senare ägde den andra vigseln mellan Anna och Ludvig XIII rum i katedralen i Bordeaux. Till skillnad från vad som ofta har antagits, blev äktenskapet sexuellt fullbordat på bröllopsnatten, något som bekräftats av Ludvigs läkare Herouard. Däremot var detta ett isolerat tillfälle; den sexuella samvaron upphörde därefter för flera år framåt, och Ludvig ignorerade Anna.
Anna installerades i drottningvåningen och fick ett eget hov, men hennes svärmor intog i realiteten rollen som första dam, likväl som hon intog rollen som regent, fram till 1617. Hennes hovdamer var indelade i en dame d'honneur, en dame d'atour, sju gifta hovdamer och ett stort antal hovfröknar: den förstnämnda posten delades till exempel av den spanska grevinnan Inés de la Torre och den franska änkan efter Constable de Montmorency, och den andra intogs av Luisa de Osorio.

### Närmande mellan kungaparet
År 1617 avsattes Maria av Medici och sändes i exil till landet. Därefter sände hertig de Luynes hem Annas spanska hovdamer och ersatte dem med fransyskor. Bland dem fanns Marie de Rohan, som fick den nya posten av surintendante eller överhovmästarinna, och dennas svägerska Mademoiselle de Vernet, som introducerade en mer gladlynt atmosfär. Anna började bära franska kläder, och ett mer livligt nöjesliv arrangerades för att få kungaparet att lära känna varandra. År 1619 återupptogs den sexuella samvaron mellan kungaparet och blev regelbunden. Sommaren 1620 utnämnde Ludvig Anna till regent i Paris medan han slog ned Maria av Medicis uppror: hon tros dock inte ha deltagit i styret i verkligheten. Parets relation var dock instabil och försvårades av att Anna anklagades för att ha blivit frivol under inflytande av Marie de Rohan.
Under flera månader år 1622 var Anna regent i Paris under Ludvigs frånvaro under fälttåget mot de protestantiska rebellerna. I mars fick Anna missfall, något kungen skyllde på ett fall då hon hade lekt tafatt med Rohan, och i april stödde Anna Rohans omgifte med sin älskare hertigen de Chevreuse. Hon lät som regent arrestera en protestantisk agent som hon misstänkte för konspiration mot kungen, men då hon underrättade honom fick hon veta att agenten befann sig på kungligt uppdrag och tvingades släppa honom. Anna orienterade sig så småningom mer i det franska samhället: hon fick en fransk vänkrets, bestående av bland andra kungens halvsyster Mademoiselle de Verneuil och prinsessan de Conti. Hon återupptog den spanska kungliga vanan att besöka kloster, och från 1624 lämnade hon regelbundet hovet för besök hos sitt favoritkloster, benediktinerklostret Val-de-Grâce i Paris, som hon beskyddade i resten av sitt liv och där hon också hade en egen lägenhet.

### Affären Buckingham
Den 8 maj 1625 gifte sig Annas svägerska Henrietta Maria med Karl I av England. I det engelska följe som skulle eskortera Henrietta Maria till England ingick hertigen av Buckingham. Vid deras första möte anmärktes det att paret tycktes lika bekväma med varandra som om de var gamla bekanta, och deras ömsesidiga attraktion drog till sig uppmärksamhet. Ludvig, som lagt märke till saken, gav order om att paret aldrig skulle lämnas ensamma. När Henrietta Maria avreste till England via Boulogne, följdes hon enligt sed av sina kvinnliga släktingar, i detta fall Anna och Maria. När följet rastade i Amiens inträffade en mycket uppmärksammad incident. Anna och Buckingham promenerade en dag vid strandträdgården till det hus där de övernattade, och försvann ett tag ur sikte då de passerade en gavel: strax därefter skrek Anna till, och när följet hann upp henne var Buckingham borta. Madame de Motteville uppger i sina memoarer att Anna sagt henne att Buckingham hade gjort ett fysiskt närmande.
Vid avskedet i Boulogne ska Buckingham ha förklarat sin kärlek för Anna på trappan till hennes vagn, och hennes hovdam prinsessan de Conti sade om det tillfället, med tanke på Annas reaktion, att hon kunde vittna inför kungen om drottningens dygd från midjan och ned, men inte från midjan och upp. När Henrietta Marias avfärd försenades, sökte Buckingham upp Anna i Amiens i hennes sängkammare mitt i natten, förebärande en hälsning från Henrietta Maria, och gjorde då en kärleksförklaring på knä framför hennes säng. Anna och Buckingham inledde därefter en hemlig brevväxling, och Buckingham övervägde att återvända i hemlighet för att bli hennes älskare, men bestämde sig 1626 slutligen för att ge upp tanken. Annas romans med Buckingham blev föremål för stor uppmärksamhet i samtiden. Maria av Medici förklarade för Ludvig XIII att Anna inte skulle ha kunnat vara otrogen hur mycket hon än velat eftersom hon helt enkelt inte hade kunnat vara ensam med honom. Själv sade Anna senare till en vän, att om det hade varit möjligt för en dygdig kvinna att älska en annan man än sin make, då skulle Buckingham ha varit den mannen för henne.
Denna romans har blivit föremål för romanen om De tre musketörerna, där Anna påstås ha gett Buckingham ett antal diamantknappar i present, som musketörerna tvingas skaffa tillbaka innan kungen upptäckte att de var borta. Den historien är inspirerad av La Rochefoucauld, som var ett barn 1625 och som skrev uppgiften i sina memoarer åratal senare.

### Konflikt med Richelieu
Åren mellan 1626 och 1637 präglades av avstånd mellan kungaparet, mycket beroende på Richelieu. Anna blev en centralfigur för oppositionen mot kardinal Richelieu, som hon ogillade på grund av hans antispanska utrikespolitik, och Marie de Rohan uppmuntrade sprickan genom att skylla de förödmjukelser Ludvig utsatte Anna för på Richelieu. Anna upprätthöll kontakt med Richelieus kritiker, något som vidgade sprickan till Ludvig, som betraktade opposition mot Richelieu som trots även mot honom. Richelieu å sin sida gjorde vad han kunde för undvika konfrontationer med kungens familjemedlemmar.
Samtida rykten påstod att Richelieu var förälskad i Anna, och blev hennes fiende då hon avvisade honom. Enligt Madame de Motteville beskrev Anna hur han en gång gjort ett sexuellt närmande till Anna, som reagerade med avsky men inte vågade tala om det för kungen. Det är känt att den spanske ambassadören 1631 talade om för Richelieu att Anna ville ta emot besök av honom ensam, för att i enrum få råd om hur hon borde uppträda, men att Richelieu misstänkte att det var en fälla. 

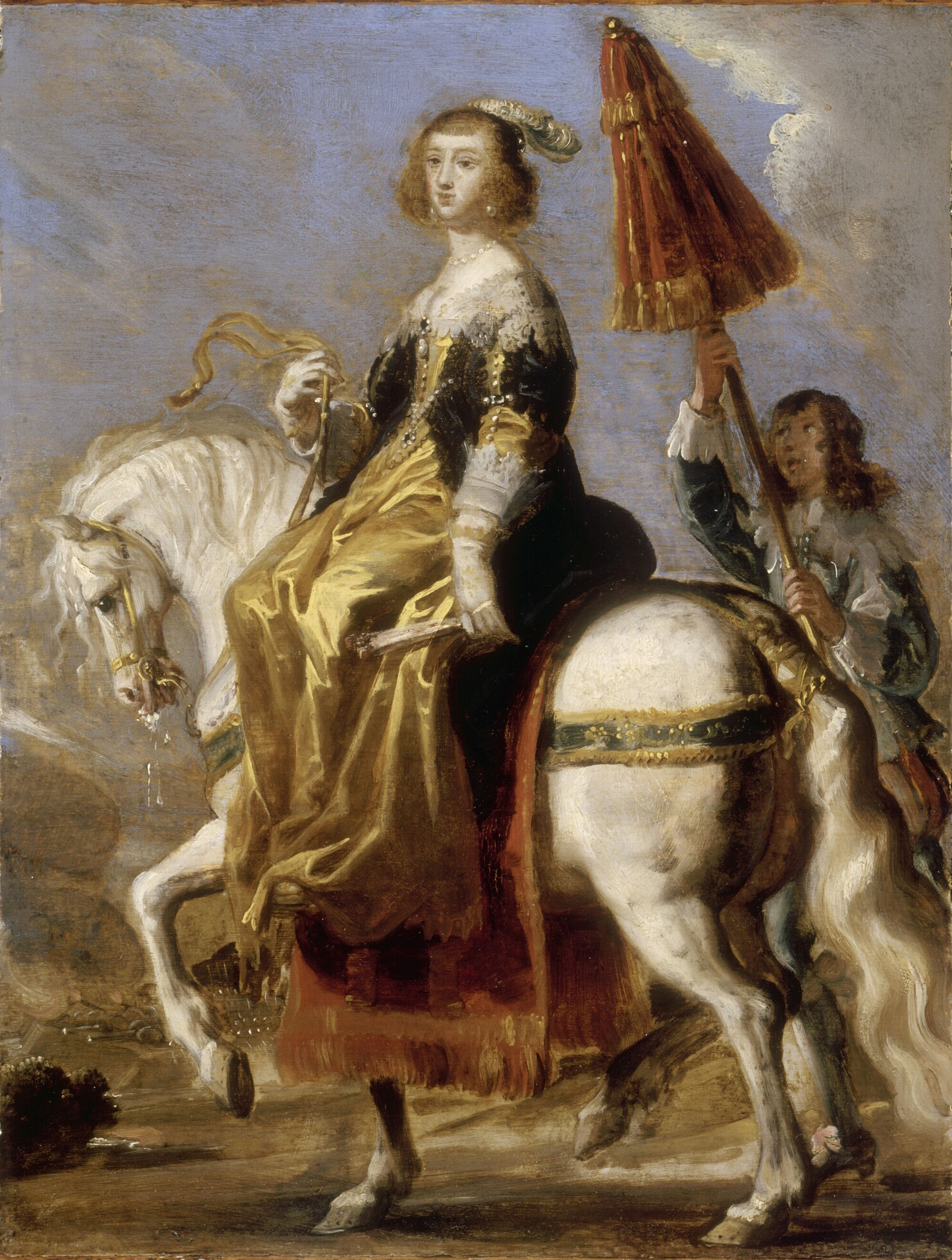
Drottning Anna till häst, porträtt av Jean de Saint-Igny.

1626 deltog Anna i en intrig påhittad av Marie de Rohan. Planen var att underminera Richelieu genom att få Annas svåger, den dåvarande tronarvingen prins Gaston av Orléans, att vägra gifta sig med den brud som åt utsetts honom av Richelieu: planen vidgades av Gastons krets till kontakt med Spanien och England för att avsätta Ludvig, ersätta honom med Gaston och därefter gifta honom med Anna, och Spanien hade också planer på att gå med på detta äktenskap om tronskiftet inträffade. Våren 1626 arresterades marskalk Ornaro och greve de Chalais och uppgav att Anna hade varit medveten om planen. Hon förhördes av rådet, men erkände ingenting.
1626 avled Annas dame d'honneur madame de Lannoy och ersattes av hennes dame d'atour madame de Senecey, som i sin tur ersattes av Madame du Fargis, som Richelieu hade placerat där som sin spion: hon blev i stället Annas vän. Marie de Rohan arbetade vid denna tid för en allians mellan hugenotterna, England och Lothringen mot Frankrike, och Richelieu misstänkte Anna för att agera länk mellan Marie de Rohan och Rohans hugenott-parti. 1628 arresterades Henrietta Marias agent lord Montague i Paris och Anna sände sin budbärare La Porte för att anmoda honom att inte nämna hennes namn under förhören.

### Komplott mot Richelieu
1629-30 var Maria av Medici regent i Paris under Ludvigs fälttåg, och Anna och Maria slöt nu gemensam allians mot Richelieu. I september mötte de Ludvig tillsammans under hans svåra sjukdom i Lyon, där de gemensamt försökte övertala honom att göra sig av med Richelieu: Marias parti önskade också gifta bort Anna med kungens bror Gaston om Ludvig dog av sin sjukdom. Vid återkomsten till Paris gav Maria Ludvig valet mellan Richelieu och henne. Han valde Richelieu. Som ofta vid tillfällen av konflikt med Anna, avskedade han delar av hennes hov, denna gång den Richelieu-kritiska Madame de Fargis. Anna bad nu personligen Richelieu att få behålla Madame de Fargis, och tillade att om han fortsatte att behandla henne så här skulle hon veta att hämnas när hon en dag fick makten. 23 februari 1631 på slottet Compiègne fick Anna order mitt i natten om att ge sig av utan att förvarna Maria om att hon skulle överges där för att separera henne från hovet. Anna sände bud till Maria om att denna skulle be henne komma, och varnade henne sedan innan hon gav sig av. Maria fick order att slå sig ned i Moulins, men valde i juli att i stället fly utomlands till Bryssel, där Gaston sedan ett år hade vistats sedan han vägrats gifta sig med Marie av Gonzaga-Nevers. 
För att i åstadkomma en försoning övertalade Richelieu kungen att låta Marie de Rohan återvända till hovet, med uppgift att distrahera Anna för att delta i intriger genom att roa henne med lättsamheter. I juni 1632 invaderade Gaston Frankrike för att tvinga Ludvig att försonas med Maria och överge Richelieu. I samband med detta upptäcktes brev av madame de Fargis, som befann sig med sin make i Bryssel som Gastons anhängare. I breven nämndes återigen planen att störta Ludvig till förmån för Gaston, som sedan skulle gifta sig med Anna. Richelieu anklagade Anna för att ha stått i brevväxling med de Fargis. Hon underkastades förhör, men släpptes i brist på bevis. Marie de Rohan förvisades ännu en gång 1633 sedan hon deltagit i en intrig mot Richelieu, denna gång utan Annes inblandning.

### Konflikt med Ludvig XIII
År 1637 inträffade en kris. Anna upprätthöll tidigt en betydande hemlig korrespondens. Hennes tjänare La Porte tjänstgjorde normalt som hennes budbärare. Hon brevväxlade med framför allt sina förvisade vänner Marie de Rohan och madame de Fargis, som också vidarebefordrade hennes brev till ytterligare andra personer, men också med Spaniens ambassadör Mirabel och hennes bror, ståthållare Ferdinand i Bryssel. Under kriget mellan Frankrike och Spanien från 1635 skickades många av dessa brev, med det engelska kungaparets tillstånd, via den engelska ambassaden i Paris och London.
Den 11 augusti 1637, under kungaparets besök i Chantilly, arresterades La Porte med ett brev från Anna till Marie de Rohan och förhördes i Bastiljen, samtidigt som abbedissan i Annas favoritkloster Val-de-Grâce utsattes för förhör. Abbedissan svor vid sakramenten att Anna inte hade skrivit brev i klostret, men erkände sedan hon avsatts och fängslats. La Porte fick tillstånd från Anna att bekänna vad han visste sedan hon själv bekänt. Anna svor först vid sakramenten att hon inte deltagit i en illegal politisk korrespondens. 15 augusti, efter långa förhör med Richelieu, medgav hon till slut sin skuld. 17 augusti tvingades Anna underteckna en formell bekännelse. Enligt denna förbjöds hon att skriva eller ta emot andra brev än de som hade övervakats och rapporterats till Ludvig; hon förbjöds att besöka kloster utan hans tillstånd, och fick aldrig lämnas ensam utan skulle permanent åtföljas av en hovdam.
Annas graviditet i januari 1638 möttes med stor förvåning och spekulationer. Enligt en känd historia hade Ludvig besökt sin vän Louise de la Fayette i ett kloster i Paris, och stannat så sent att han inte kunde fortsätta till Saint-Maur. Han uppmanades då att övernatta i Louvren: eftersom slottet inte var redo att ta emot honom, och alla möblerna var nedpackade, övernattade han i Annas sovrum. Födelsen av tronarvingen, senare Ludvig XIV av Frankrike på Saint-Germain i augusti, betraktades som ett mirakel.
Födelsen av sonen förbättrade inte parets relation, även om Ludvig återupptog sitt sexuella samliv med Anna för första gången sedan 1622. I november avskedade han hennes omtyckta överhovmästarinna madame de Senecey som Richelieu-kritisk och för att ha uppmanat hans romans Louise de la Fayette att gå i kloster, och Richelieus spioner greven och grevinnan de Brassac blev Annas hovmästare respektive överhovmästarinna. 1639 avskedade Ludvig också hennes vän Marie de Hautefort. I september 1640 föddes parets andra son, Filip, hertig av Orléans. Samma år hotade Ludvig att beröva henne vårdnaden om hennes barn, men hon lyckades undvika det genom att vädja till Richelieu.

### Cinq-Mars-komplotten
1642 medverkade Anna i den komplott som Ludvigs favorit markis de Cinq-Mars iscensatte mot Richelieu. Planen var att i allians med Gaston stödd av spanska trupper tvinga Ludvig att avsätta Richelieu med vapenhot. I juni 1642 avslöjades komplotten sedan en lista över konspiratörerna och det hemliga traktat med Spanien hade lämnats till Richelieu. Det är okänt vem som sände varningen, men bevisen pekar mot att Anna själv avslöjade planen. Strax innan planen skulle iscensättas mottog Anna en order från Ludvig om att ansluta sig till honom vid fronten och lämna sönerna kvar. Anna fruktade att hon sedan aldrig skulle få återförenas med dem om hon gjorde det, och vädjade till Richelieu, som av oklart skäl ingrep och förhindrade saken.
Efter Richelieus död blev Anna genast centralfigur för de som förutsåg att hon skulle bli nästa makthavare. Ludvig XIII:s hälsa hade länge varit dålig när han våren 1643 pressades att förbereda en förmyndarregering för sin son. Traditionen krävde att en förmyndarregering skulle ledas av änkedrottningen, eventuellt en kunglig släkting. Ludvig litade dock varken på Anna eller sin bror Gaston. Han fick rådet av statssekreterarna Chavigny och Mazarin att rent formellt utnämna Anna till regent och Gaston till rikets generallöjtnant, men frånta dem makten genom att underkasta alla beslut en majoritetsomröstning av ett utsett förmyndarråd. Den 20 april undertecknade både Anna och Gaston denna regeringsförklaring vid kungens dödsbädd i Saint-Germain-en-Laye på slottet Château de Saint-Germain-en-Laye.
Anna hade enligt uppgift blivit kränkt av förklaringen, men hon hade övertalats att signera den av Mazarin. Hon var vid denna tid ännu inte närmare bekant med Mazarin, men han hade gjort ett gott intryck på henne genom att göra henne små tjänster det senaste året, och enligt hennes egen uppgift behövde hon någon att lita på som var integrerad i regeringsarbetet men inte ansluten till någon fraktion. Mazarin ska ha övertalat henne om att det viktiga var att kungen utnämnde henne till regent: när han väl var död kunde dokumentet problemfritt och fullt lagligt kullkastas genom nästa monarks vilja. För att förhindra att hennes söner beslagtogs av Gaston satte hon dem under beskydd av hertigen av Beaufort, varpå hon säkrade stöd från familjen Condé att störta kungens testamente: i Condés närvaro fick hon sedan Gaston att lova respekterade hennes kupp. Utåt agerade hon oklanderligt vid Ludvigs dödsbädd. Ludvig XIII avled 14 maj.

## Regent

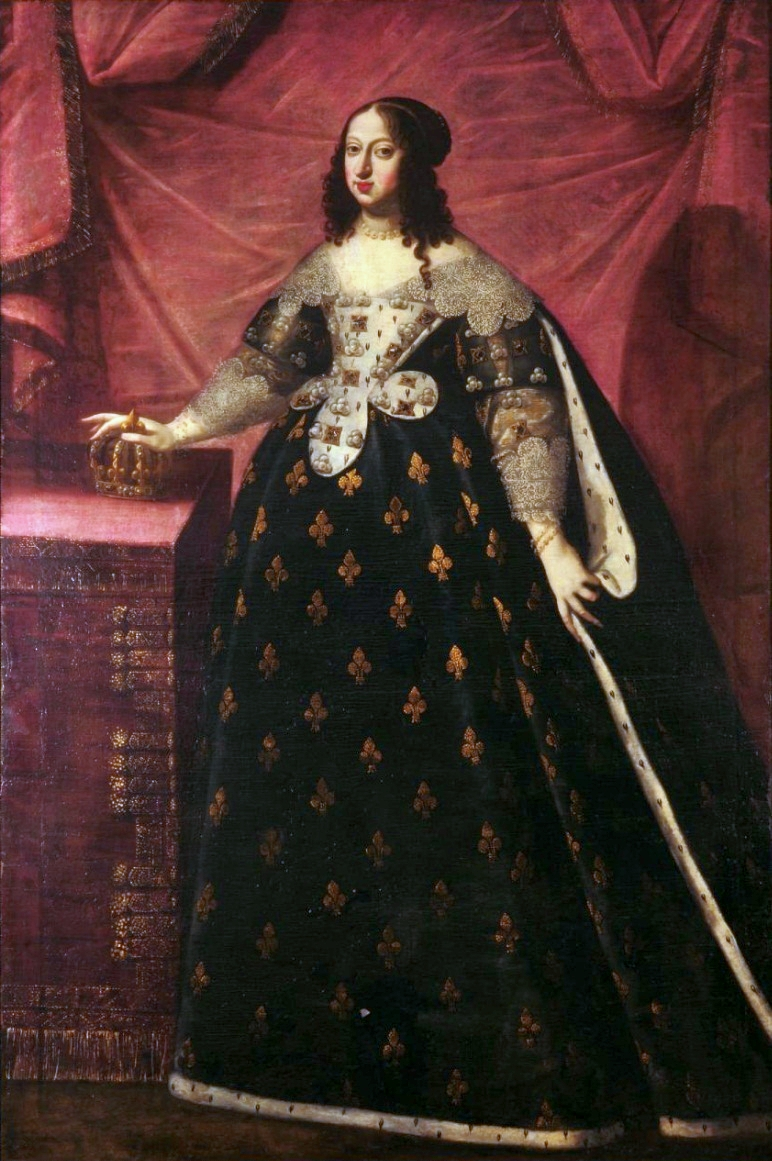
Porträtt av Joost van Egmont, föreställande Anna av Österrike, från 1645, då hon verkade som regent.

Den 15 maj 1643 förde hon Ludvigs XIII:s kropp till Paris i sällskap med Gaston och Condé. Den 18 maj ledde hon sin femårige son Ludvig XIV till Parisparlamentet där hon placerade honom på hans tron och själv satte sig bredvid honom omgiven av Condé, Gaston och rikets pärer. Därefter lade Pierre Séguier fram en begäran om att kungens testamente skulle upphävas och att Anna skulle få styra som ensam regent utan restriktioner eller förmyndarråd, något som bifölls utan protester med hänvisning till precedens. Under sin regeringstid föredrog Anna att bo på Palais Royal i Paris och på slottet i Fontainebleau om sommaren, i stället för på Louvren och Château de Saint-Germain-en-Laye.
Vid hovet formades genast en grupp, bestående av Richelieus tidigare opposition, som kallades Les Importants, ledda av hertigen av Beaufort som väntade sig att Anna skulle vända politiken till motsatsen av den Richelieu bedrivit, belöna hans motståndare och straffa hans anhängare. Under de första månaderna av sin regeringstid ägnade hon sig också åt att belöna och återkalla sina anhängare: det sades allmänt "Drottningen är så god", och hon återkallade bland andra Marie de Rohan. Anna upphörde dock snart med denna politik under råd av Mazarin, som avrådde henne från att låta sig styras av personliga sympatier och behålla Richelieus anhängare på sina poster i de fall de var dugliga.
Som regent erkände sig Anna oerfaren och i behov av rådgivning hur hon skulle hantera sin maktposition, och Mazarin spelade från början den rollen. Hon lät honom till allmän förvåning kvarstå i hans befattning, och det blev snart känt att de varje kväll hade privata rådsmöten, kallade "Det lilla rådet", ensamma i hennes privata kabinett. Anna litade på Mazarin då han i egenskap av utlänning inte var bunden till någon inhemsk falang, medan han av samma orsak endast hade henne att stödja sig på och just därför var lojal. Mazarins inflytande blev snabbt alltmer uppmärksammat, och deras ensamma möten ledde till skvaller. Mazarin gav henne råd i alla politiska frågor och utnämningar, och som regel följde hon hans råd. När posten som guvernör av Bretagne blev ledig övertog hon den själv hellre än att överlåta den på den opålitlige Vendome, och när posten som storamiral blev ledig 1646 lät hon utnämna sig själv till Stormästare och Generalsuperintendent över Frankrikes Navigering och Kommers hellre än att överlåta den på Condé.
Oppositionen mot Mazarin växte vid hovet på grund av adelns missräkning över de fördelar de väntade sig uppnå under en förmyndarregering, exemplifierat i Importante-partiet. Kyrkan, som också var fientlig mot Mazarin på grund av att han inte lät sin politik styras av religionen, enade sig med adeln i att varna Anna för att hennes möten med Mazarin ledde till skvaller. Anna upprätthöll som regent sin vana att besöka kloster. Biskop Lisieux, liksom flera av hennes hovdamer, bland dem madame de Hautefort och madame de Brienne, bad henne alla att göra sig kvitt Mazarin för sitt ryktes skull. Anna tolererade dock ingen som helst kritik av Mazarin i sin närvaro och avvisade ryktena med hänvisning till att den som hade rent samvete inte behövde ta hänsyn till skvaller. Den 2 september 1643 lät Anna arrestera Importante-partiets ledare Beaufort i Louvren i närvaro av Marie de Rohan sedan det upptäckts att han planerat att mörda Mazarin. Detta beskrivs som en vändpunkt. I april 1644 lät hon förvisa även Marie de Hautefort sedan denna uttalat sig kritiskt om Mazarin.
Utrikespolitiskt hade Spanien förväntat sig att bli gynnad genom hennes position som regent, men Mazarin avrådde henne från att gynna Spanien på bekostnad av sin son, ett argument hon fann övertygande. När Spanien försökte kringgå Mazarin genom att anlita Marie de Rohan, som i egenskap av Importane-partist vid hovet var fientlig mot Mazarin, som budbärare, lät hon förvisa Rohan från hovet i september 1643. År 1644 välkomnade hon sin svägerska, Englands drottning Henrietta, och lät det engelska exilhovet bo på Saint-Germain: de utväxlade dock bara enstaka besök.

### Förhållande till Mazarin
Rykten utpekade Mazarin som hennes älskare och även som hennes hemlige make. På Palais Royal hade Mazarin sina rum strax bredvid Annas och Ludvigs, med ett galleri direkt mellan dem, något som i likhet med deras möten i enrum gav upphov till rykten. En mängd smädesdikter, Mazarinades, utpekade Mazarin som Annas älskare. Paret utväxlade en passionerad brevväxling kärleksbrev, vilka skrevs i hemlighet och med kod och inte var avsedda att läsas av någon annan än de, och där de ger varandra ömsesidiga kärleksförklaringar. Redan i deras samtid förekom spekulationer om att de hade gift sig i hemlighet. Detta rykte uppmuntrades av 1800-talets historiker, som ansåg det omöjligt att Anna skulle ha kunnat skriva kärleksbrev till någon annan än en make. Trots att Mazarin var kardinal var han inte prästvigd, och hade möjlighet att gifta sig. Det är också ett faktum att Mazarin levde i en mycket familjär relation inte bara till Anna utan också till Ludvig XIV, som hälsade till honom med omfamningar i sin mors kärleksbrev, aldrig utövade någon självständig politik så länge Mazarin levde, och gav order om hovsorg efter hans död, något som normalt endast förekom för medlemmar av kungahuset. Mazarin hänvisar också i ett av kärleksbreven att han var gift men ändå separerad. Det finns dock inga bevis för en sådan vigsel.
Annas präst Vincent de Paul förnekade att han hade vigt dem, och Annas svärdotter Elisabet Charlotte, som omnämner vigseln som ett känt faktum, kom till Frankrike först efter Annas död. Även om Mazarin kunde gifta sig som kardinal, skulle hans tjänst som sådan automatiskt upphöra, något som motsägs av att hans uttalade önskan att avancera i kyrkans tjänst att låta prästviga sig. Ett äktenskap skulle enligt kyrklig lag också räknats som incest på grund av Mazarins ställning som gudfar till Ludvig XIV. Huruvida Mazarin var Annas älskare är också okänt. Vid hovet troddes han allmänt vara det, och Ludvig XIV hade, enligt statssekreterare Brienne ibland refererat till ryktena utan att förtydliga vad han ansåg om dem, medan Marie de Rohan aldrig hade lyckats ta reda på om de var sanna eller falska. I sina kärleksbrev antyder Mazarin att hon visste vad som skulle hända om de äntligen skulle kunna bli ensamma. Till Madame de Brienne medgav Anna en gång att hon älskade Mazarin, men att deras kärlek inte var fysisk: hon hade också en gång uttalat att hon ansåg att romantisk kärlek utanför äktenskapet inte var en synd, så länge den inte fullbordades sexuellt.

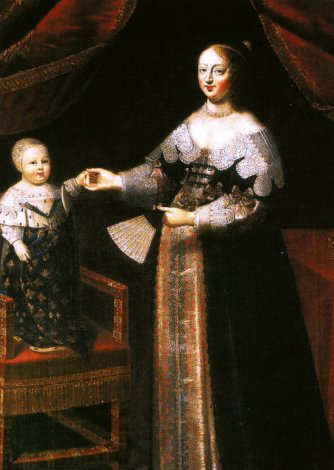
Drottning Anna med sin äldste son, den blivande kung Ludvig XIV av Frankrike.

Anna beskrivs som en engagerad förälder och tillbringade mer tid med Ludvig än vad som var vanligt för kungliga föräldrar, och Ludvig fick därför ett nära förhållande till henne. 1646 och 1648 följde hon och Mazarin båda Ludvig till fronten för att han skulle få göra sina första erfarenheter av krigföring, medan Anna besökte kloster med sin yngre son Philippe. Från 1649 lät Anna Ludvig närvara vid rådsmötena, även om han var ovillig till detta.

### Fronden
I juni 1648 utbröt den fronden, då Parisparlamentet framställde en rad krav på monarkin för att minska dess makt. Anna förklarade att hon skulle slänga rosor på parlamentet, men om de vägrade acceptera hennes godhet, skulle hon veta att straffa dem. Parlamentet vägrade den första kompromissen av 18 juni efter medling av Gaston, och även kompromissen av 30 juni, då hon själv framfört den tillsammans med kungen. Arresteringen av parlamentarikerna Blancmesnil och Broussel 26 augusti ledde till upplopp och barrikader i Paris. Abbé de Retz erbjöd sig då självmant att medla för parlamentet. Anna mottog honom med vrede, men övertalades av Mazarin att ge efter och lova Retz att frige fångarna, vilket också skedde. 13 september evakuerade hovet till Rueil. Den 22 oktober tvingades Anna efter Gastons medling gå med på parlamentets krav efter Mazarins råd att hon efteråt kunde säga att hon pressats till det. Den 31 oktober återvände hovet till Paris. Parlamentet påstod då att dokumentet kunde betraktas som ogiltigt då den inte undertecknats villigt, och krävde en bekräftelse. Natten 5-6 januari 1649 rymde hovet från Paris till Saint-Germain och Paris belägrades av kungens armé under Condé. Monarkins adliga supporters krävde å sin sida många belöningar, inklusive återkallande av Marie de Rohan. Oppositionen krävde också förvisning av Mazarin.
Den 11 mars gick Anna med på kraven förutom Mazarins exil, och 18 augusti återvände hon till Paris. Mazarin lovade Condé att konsultera honom i statens affärer om han avstod från posten som storamiral han krävt för sitt stöd. Marie de Rohan erbjöd nu Anna och Mazarin frondörernas stöd mot Condé i utbyte mot att hennes vän Chateauneuf blev minister och Retz kardinal. Anna och Mazarin gick med på förslaget, och sedan Anna säkrat Gastons stöd, arresterades Condé 18 januari 1650. Arresteringen av Condé ledde till att adeln under Condés anhängare ställde till uppror i provinserna: hans syster Loungeville slöt tillsammans med general Turenne ett traktat med Spanien och tog kontrollen över Normandie, och andra potentater fick flera delar av landet att göra uppror mot statsmakten. Anna, Mazarin och Ludvig tvingades resa från den ena delen av landet till den andra för att slå ned revolterna. Under tiden närmade sig Condé-partiet Rohan genom giftermål, och Gaston ångrade sin delaktighet i arresten av Condé, sedan han ansåg att hans stöd för tronen inte belönats nog. 30 januari 1651 slöt Marie de Rohan en allians med Gaston och Condé-partiet: deras mål var, förutom Rohans tidigare krav till Anna, att frige Condé, insätta Gaston i rådet med rätt att utse ministrar och förvisa Mazarin. I februari vägrade Gaston delta i rådsmötena så länge Mazarin kvarsatt, gav Parisparlamentet stöd att kräva Mazarins avgång och lät Parismilisen sätta upp barrikader. Mazarin övertalade Anna att gå med på kraven, med planen att hon själv strax därpå skulle smita med sina söner till Saint-Germain. Mazarin lämnade Paris 6 februari.
Den 9 februari varnade Marie de Rohan Gaston om att Anna förberedde sig på att fly, och Gaston såg då till att staden bevakades av Parismilisen. Anna protesterade, och fördubblade slottsvaktens beredskap. Rykten spreds att Gaston planerade att kidnappa kungen, och allmänheten samlades utanför Palais Royal. Anna förklarade att hon inte hade några planer på att lämna staden, och sade till Gaston att det var upp till honom att lösa den oro han själv orsakat. Hon inbjöd Gastons budbärare att se den sovande kungen, och han förklarade för folkmassan att denna fanns där. Allmänheten krävde att själv få se kungen, och Anna gav order om att folkmassan skulle släppas in i kungens sovrum. De som slapp in och fick se den sovande trettonåringen ska ha blivit rörda och gått medan de mumlande välsignelser. Anna lät då släppa in två officerare ur stadsmilisen, som två gånger fick tala till folkmassan innan den skingrades. Hon tvingades upprepa denna scen flera gånger de kommande nätterna. Hon tvingades också gå med på att släppa Condé fri, och 11 mars efterlyste Gaston och Condé tillsammans med Parisparlamentet Mazarin.
Anna upprätthöll en hemlig korrespondens med Mazarin, som fortfarande styrde staten från utlandet, och tillsammans slöt de allians med pfalzprinsessan Anna Gonzaga, som hade skaffat sig kontakter bland frondörerna just för att kunna erbjuda Anna och Mazarin sin hjälp i utbyte mot tjänsten som överhovmästarinna hos den blivande drottningen. Fronden splittrades dock när Condés syster Loungeville motsatte sig förlovningen mellan Conti och Rohans dotter Charlotte med argumentet att Charlotte hade ett förhållande med abbé de Retz. Anna uppmuntrade Condé att bryta förlovningen genom att försäkra honom att kungen inte skulle ge sitt tillstånd till äktenskapet, vilket fick Rohan och Retz att erbjuda Anna att stödja Mazarins återkomst på villkor att Retz blev kardinal och Rohans dotter förlovades med Mazarins brorson Mancini. Anna gick med på kraven.
De sista månaderna av Annas regering arbetade Frondens adliga parti för att framtvinga ett sammankallande av Generalständerna. Deras syfte var bland annat att förklara kungars myndighetsålder för 18 år i stället för 13 och därmed förlänga förmyndarregeringen, och dessutom inkludera ständernas representanter i den. Anna utövade en stark eftergiftspolitik för att säkra att Ludvigs myndighetsförklaring skulle gå smidigt: i juli avskedade hon Mazarins anhängare från deras poster, men på Mazarins inrådan sköt hon upp sammankallandet av ständerna så de inte kunde sammanträda förrän efter att Ludvigs myndighetsförklaring redan var ett faktum. 5 september utfärdade hon en amnesti för Condé och förvisade Mazarin från riket och alla politiska poster på livstid.

## Änkedrottning

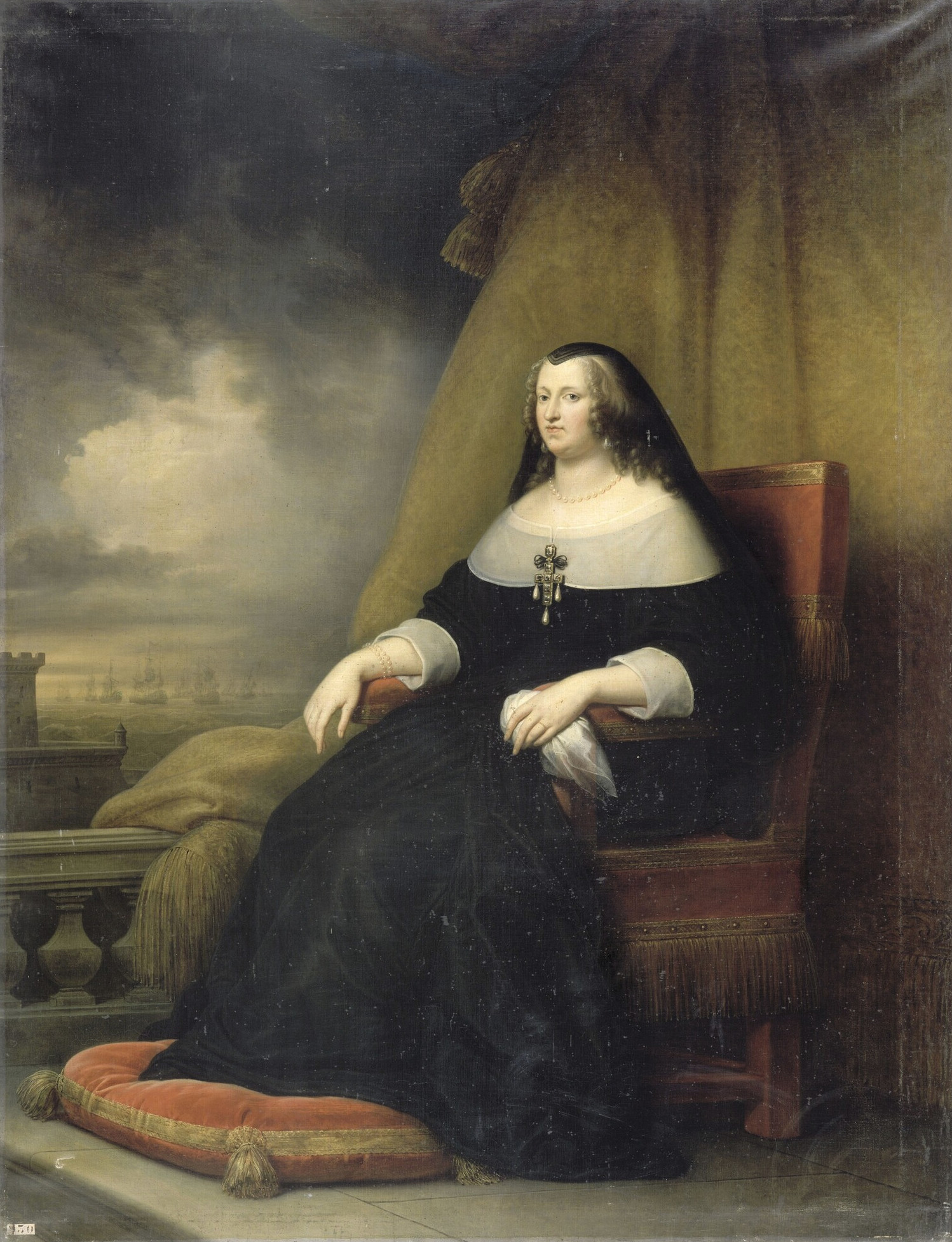
Anna som änkedrottning, målning av Charles de Steuben.

Den 7 september 1651 förklarades Ludvig XIV myndig vid tretton års ålder. Han red från Palais Royal fram till Palais de Justice, där han formellt övertog regeringen och upplöste förmyndarregeringen genom att tacka Anna för hennes tjänster som regent under hans omyndighet och gav henne en plats i regeringen som ordförande för hans råd: hon blev därefter den första av hans undersåtar att svära honom trohet. Hon följde honom därefter i hans fälttåg mot prinsen av Condé. Den 30 januari 1652 välkomnade de båda den landsförvisade Mazarin tillbaka till Frankrike i Poitiers. Den 2 juli återvände hon och Ludvig till utkanten av Paris, som då belägrades av Condé. Medan Anna bad för framgång i Saint Denis, lät kungens kusin Mademoiselle öppna Paris portar för Condés armé genom att övertala Bastiljens kommendant att avfyra kanonerna mot kungens armé. Condés ockupation blev mycket impopulär, och den 21 oktober kunde kungafamiljen återvända till Paris. Anna fick därefter förtjänsten av den amnesti som sedan utfärdades för frondens rebeller.
Efter Fronden och Ludvigs myndigförklaring återvände kungahuset från Palais Royal till Louvren. Anna deltog i egenskap av rådsmedlem fortfarande i det politiska livet: Mazarin behöll makten så länge han levde, och sammanträdde fortfarande med Anna i rådsmöten, nu med Ludvig närvarande. Hon försvarade utan framgång det hemliga sällskapet Compagnie du Saint-Sacrament, som förbjöds av Mazarin i slutet av 1650-talet: hon var inte formell medlem av sällskapet men bekant med många av dess medlemmar. Anna, Ludvig och Mazarin förde vad som beskrevs som ett lyckligt familjeliv, och Anna välkomnade Mazarins italienska släktingar till hovet, bland annat hans systerdöttrar, som fick bli hennes hovfröknar. I avsaknad av en drottning var Anna fortfarande hovets första dam och var värdinna för hovets fester, och hon höll ofta teaterföreställningar följda av baler i sin våning. 1657 försonades hon med kungens kusin Mademoiselle och välkomnade henne tillbaka till hovet med sin far, och talade då om för henne att hon inte längre övervägdes som Ludvigs brud. Hon fortsatte sina vana att besöka kloster, nu ofta i sällskap med sin yngre son Philippe. Sedan hon förlorat sin politiska makt, blev hon också alltmer populär bland allmänheten.

### Sonens äktenskap
Anna stödde från början det tänkta äktenskapet mellan Ludvig och hennes brorsdotter Maria Teresia av Spanien. Ludvigs farliga sjukdom 1658 gjorde att hon och Mazarin arbetade hårdare för att han skulle gifta sig, eftersom Philippe på grund av sin homosexualitet och feminina uppträdande inte ansågs lämplig. 1659 åtföljde hon Ludvig på ett möte med Ludvigs kusin prinsessan Marguerite av Savojen i Lyon, som var tänkt som reserv om det spanska äktenskapet inte skulle gå att åstadkomma. Under resan till Lyon hade Ludvig blivit förälskad i Mazarins systerdotter Marie Manzini, och förklarade för Anna och Mazarin att han ville gifta sig med henne. Mazarin hotade med att avgå och ta med sin familj till Italien om Ludvig vägrade ingå det spanska äktenskapet, och Anna ska ha övertalat Ludvig att avstå under ett samtal där Ludvig bad henne på sina knän och de båda uppges ha gråtit.
I juni 1660 möttes det franska och spanska hoven vid gränsfloden Bidassoa, där hennes eget bröllop en gång hade stått. Då Anna mötte sin bror Filip III, sade hon honom, att hon hoppades att han skulle förlåta henne för att hon hade varit en sådan god fransyska [under sin tid som regent]; hon hade varit skyldig det för sin son kungen och Frankrike. Filip III svarade att hans egen hustru, Elisabet av Frankrike, hade gjort detsamma i gengäld. Vid brudens intåg i Paris 26 augusti 1660 såg Anna på med Mazarin från madame de Beauvais' fönster. Det var först efter sin sons äktenskap som Anna började kallas änkedrottning, även om hennes svärdotter var av en tillbakadragen natur som lät Anna även i fortsättningen inta en ledande roll.
Efter Mazarins död 9 mars 1661 avstod Anna helt från all iblandning i statens affärer, och vägrade också alla ansökningar från supplikanter som ville få henne att tala med Ludvig i deras förmån. En politisk post hon däremot behöll och engagerade sig i var den som generalguvernör i Bretagne. Hon hade en god relation med Ludvig och kunde tillrättavisa honom i frågor om religion och moral, och han behandlade henne alltid med respekt: vid hennes död förklarade han att han alltid var tacksam mot henne för att ha skyddat hans rike när han var för svag för att göra det själv.
Anna kom mycket väl överens med sin svärdotter Maria Theresa, som i gengäld ödmjukt beundrade henne som en förebild, men däremot inte med sin yngre sons maka Henrietta av England. Anna ogillade Ludvigs uppvaktning av sin svägerska, och hans uppvaktning av Louise de la Vallière och hovfröknarna ledde till en konflikt mellan dem, då han avskedade hertiginnan av Navailles sedan hon hade murat igen den hemliga gången till hovfröknarnas sovrum och sedan satt galler för deras fönster för att hindra Ludvig att ta sig in till dem vare sig genom lönngången eller taket. Anna tillrättavisade Ludvig XIV skarpt, och han lyssnade på henne stående på knä inför henne, men sade henne sedan att hans passion var starkare än hans känsla för moral och att han inte kunde lyda henne hur mycket han än ville. Anna tvingades acceptera hans förhållande med Louise de la Vallière, och då han förde henne till hennes spelbord en kväll, protesterade hon inte mot hennes närvaro utan nöjde sig med att lämna bordet. Hon gjorde sitt bästa för att dölja Ludvigs otrohet för Maria Theresa och rådde denna att inte låtsas om dem.

### Död
Ludvig XIV:s avsikt var först att göra henne till regent i det fall han skulle avlida i förtid.  Under 1663 blev Anna svårt sjuk, och även om hon tillfrisknade, var hennes hälsa i fortsättningen dålig, något som fick Ludvig att överge planerna på att ge henne något vidare politisk ansvar.  I maj 1664 diagnosticerades Anna med bröstcancer.  Hon fortsatte att delta i hovlivet fram till att hon blev sängliggande i Louvren 1665. Hon avled omgiven av sin familj.

## Eftermäle
En biografi om Anna skrevs av hennes hovdam Madame de Motteville: Mémoires d'Anne d'Autriche. 
Hon figurerar i De tre musketörerna av Alexandre Dumas den äldre.

## Barn
1. Ludvig (1638–1715) kung av Frankrike 1643–1715
2. Filip (1640–1701), hertig av Orléans 1661–1701

## Anfäder
|                   |  |  |  |  |  |  |  |                        |  |  |  |  |  |  |  |                           |  |  |  |  |  |  |  | Karl V av Habsburg        |
|                   |  |  |  |  |  |  |  |                        |  |  |  |  |  |  |  |                           |  |  |  |  |  |  |  |                           |
|                   |  |  |  |  |  |  |  |                        |  |  |  |  |  |  |  | Filip II av Spanien       |  |  |  |  |  |  |  |                           |
|                   |  |  |  |  |  |  |  |                        |  |  |  |  |  |  |  |                           |  |  |  |  |  |  |  |                           |
|                   |  |  |  |  |  |  |  |                        |  |  |  |  |  |  |  |                           |  |  |  |  |  |  |  | Isabella av Portugal      |
|                   |  |  |  |  |  |  |  |                        |  |  |  |  |  |  |  |                           |  |  |  |  |  |  |  |                           |
|                   |  |  |  |  |  |  |  | Filip III av Spanien   |  |  |  |  |  |  |  |                           |  |  |  |  |  |  |  |                           |
|                   |  |  |  |  |  |  |  |                        |  |  |  |  |  |  |  |                           |  |  |  |  |  |  |  |                           |
|                   |  |  |  |  |  |  |  |                        |  |  |  |  |  |  |  |                           |  |  |  |  |  |  |  | Maximilian II av Habsburg |
|                   |  |  |  |  |  |  |  |                        |  |  |  |  |  |  |  |                           |  |  |  |  |  |  |  |                           |
|                   |  |  |  |  |  |  |  |                        |  |  |  |  |  |  |  | Anna av Österrike         |  |  |  |  |  |  |  |                           |
|                   |  |  |  |  |  |  |  |                        |  |  |  |  |  |  |  |                           |  |  |  |  |  |  |  |                           |
|                   |  |  |  |  |  |  |  |                        |  |  |  |  |  |  |  |                           |  |  |  |  |  |  |  | Maria av Habsburg         |
|                   |  |  |  |  |  |  |  |                        |  |  |  |  |  |  |  |                           |  |  |  |  |  |  |  |                           |
| Anna av Österrike |  |  |  |  |  |  |  |                        |  |  |  |  |  |  |  |                           |  |  |  |  |  |  |  |                           |
|                   |  |  |  |  |  |  |  |                        |  |  |  |  |  |  |  |                           |  |  |  |  |  |  |  | Ferdinand I av Habsburg   |
|                   |  |  |  |  |  |  |  |                        |  |  |  |  |  |  |  |                           |  |  |  |  |  |  |  |                           |
|                   |  |  |  |  |  |  |  |                        |  |  |  |  |  |  |  | Karl II av Inre Österrike |  |  |  |  |  |  |  |                           |
|                   |  |  |  |  |  |  |  |                        |  |  |  |  |  |  |  |                           |  |  |  |  |  |  |  |                           |
|                   |  |  |  |  |  |  |  |                        |  |  |  |  |  |  |  |                           |  |  |  |  |  |  |  | Anna av Böhmen och Ungern |
|                   |  |  |  |  |  |  |  |                        |  |  |  |  |  |  |  |                           |  |  |  |  |  |  |  |                           |
|                   |  |  |  |  |  |  |  | Margareta av Österrike |  |  |  |  |  |  |  |                           |  |  |  |  |  |  |  |                           |
|                   |  |  |  |  |  |  |  |                        |  |  |  |  |  |  |  |                           |  |  |  |  |  |  |  |                           |
|                   |  |  |  |  |  |  |  |                        |  |  |  |  |  |  |  |                           |  |  |  |  |  |  |  | Albrekt V av Bayern       |
|                   |  |  |  |  |  |  |  |                        |  |  |  |  |  |  |  |                           |  |  |  |  |  |  |  |                           |
|                   |  |  |  |  |  |  |  |                        |  |  |  |  |  |  |  | Maria Anna av Bayern      |  |  |  |  |  |  |  |                           |
|                   |  |  |  |  |  |  |  |                        |  |  |  |  |  |  |  |                           |  |  |  |  |  |  |  |                           |
|                   |  |  |  |  |  |  |  |                        |  |  |  |  |  |  |  |                           |  |  |  |  |  |  |  | Anna av Österrike         |
|                   |  |  |  |  |  |  |  |                        |  |  |  |  |  |  |  |                           |  |  |  |  |  |  |  |                           |